# Heribert Donnerbauer
Heribert Donnerbauer (* 4. August 1965 in Wien) ist ein österreichischer Politiker (ÖVP). Von Mai 2012 bis November 2016 war er Präsident, danach bis Juni 2017 Vorstand
des Österreichischen Genossenschaftsverbandes (ÖGV).

## Leben
Nach der Volksschule in Wien und Perchtoldsdorf besuchte Heribert Donnerbauer ab 1975 die AHS in Mödling und Stockerau und ab 1979 das Aufbaugymnasium in Hollabrunn, wo er 1983 die Matura ablegte. Nach dem Präsenzdienst begann er 1984 mit dem Studium der Rechtswissenschaften an der Universität Wien, das er 1993 mit dem Titel Mag. iur. abschloss. Seit 1998 ist er als Rechtsanwalt in Retz tätig. Er ist verheiratet und hat zwei Töchter.

## Politische Laufbahn
Er begann seine politische Laufbahn 1992 als Gemeindeparteiobmann der ÖVP in der Stadtgemeinde Hardegg, wurde 2000 Bezirksparteiobmann der ÖVP Hollabrunn und 2005 Vizebürgermeister von Hardegg, wo er 2008 zum Bürgermeister gewählt wurde. Das Bürgermeisteramt hatte Donnerbauer bis zum 31. März 2019 inne.
Seit Juli 2001 war er Abgeordneter zum Nationalrat der ÖVP für den Wahlkreis 3A (Weinviertel). In dieser Funktion war er Mitglied in diversen Ausschüssen und dort teilweise auch als Obmann tätig (Justizausschuss, Immunitätsausschuss). Am 4. Juli 2012 schied er aus dem Nationalrat aus. Ihm folgte Eva-Maria Himmelbauer nach.

## Auszeichnungen
- 2011: Großes Goldenes Ehrenzeichen für Verdienste um die Republik Österreich[1]